# Конгрес сальси
Сальса конгрес — це багатоденний танцювальний фестиваль, який включає майстер-класи, соціальні танці, виступи та конкурси, присвячені танцюванню сальси. Формат був вперше запроваджений на Конгресі сальси в Пуерто-Ріко в 1997 році.
З тих пір сальса конгреси стали популярними майже в кожній країні, включаючи різні міста США, по всій Європі, Азії, країнах Латинської Америки та Африки. Багато подій мають подібний формат до сальса конгресів, але мають інші назви, такі як «Сальса фестиваль» або «Сальса саміт».

## Сальса конгрес в Пуерто-Рико
Перший у світі сальса конгрес відбувся в Пуерто-Рико в 1997 році за підтримки Елі Ірізаррі. У цьому першому конгресі взяли участь 375 людей з 19 різних країн.
У 1998 році у фестивалі взяли участь 550 учасників з 23 країн, 32 сальса школи виступали і викладали. А в 1999 році – 800 учасників з 34 країн, близько 56 сальса шкіл. У 2008 році фінал Відкритого чемпіонату світу з сальси пройшов у Конгресі Пуерто-Рико, який завершився перемогою Іспанії (Аніта Сантос і Адріан Родрігес), друге місце посіла команда Пуерто-Ріко (Ліселотт Мальдонадо і Келвін Ернандес), а третє – Аргентини (Фернандо Алонсо і Айелен Гауна).

## Congreso Mundial de la Salsa
Компанія All Stars Entertainment і Bacardí просували між 1999 і 2002 роками сальса тур під назвою «Congreso Mundial de la Salsa» у різниз містах, включаючи Нью-Йорк, Лос-Анджелес, Чикаго, Кюрасао, Денвер, Токіо, Бомбей, Калькутту, Валенсію, Рим, Турін, Мілан, Сантьяго-де-Компостела, Берлін, Франкфурт, Мюнхен, Лондон, Амстердам, Маямі, Мексику, Панаму, Колумбію, Венесуелу, Гуаякіль, Осаку, Буенос-Айрес, Сідней, Париж та Сан-Хуан-де-Пуерто-Ріко.

## Сальса конгрес в Лос-Анджелесі
У 1999 році сальса промоутер Альберт Торрес організував перший сальса конгрес у США в Лос-Анджелесі. Спочатку конгрес називався «Сальса конгрес Західного узбережжя», але згодом був перейменований на «LA Сальса конгрес», оскільки все більше міст на Західному узбережжі почали проводити у себе конгреси. Конгрес, який проводиться щороку в травні, перетворився на одну з найбільших сальса подій у світі. У 2013 році захід було перейменовано на «LA Salsa Fest». У 2019 році, після 20 років проведення фестиваль «LA Salsa Fest» завершився  після смерті його засновника. 

## Сальса конгреси в Європі
До 2013 року сальса конгреси та фестивалі стали щорічною традицією у багатьох великих містах Європи. Найстарішим із них вважається «World Salsa Congress» у Валенсії (Іспанія), який відбувся з 20 по 24 жовтня 1999 року під керівництвом Мануеля Маскарелла та Ферміна Олайя. З 2002 року до таких заходів приєдналися Міжнародний Сальса Конгрес Сполученого Королівства в Лондоні, Сальса Симпозіум у Мадриді, конгреси в Римі, Гамбурзі та Швейцарії (Цюріх). Один із перших німецьких сальса конгресів відбувся у 2003 році в Регенсбурзі. Сьогодні сальса конгреси регулярно проводяться в різних європейських містах, зокрема в Лондоні (Велика Британія), Берліні (Німеччина), Варшаві (Польща), Вільнюсі (Литва), Будапешті (Угорщина), Брашові (Румунія), Спліті (Хорватія), Мілані (Італія), Ризі (Латвія), Мюнхені (Німеччина), Маріборі (Словенія), Единбурзі (Шотландія) та інших.
Літній сальса фестиваль у Ровіні, Хорватія, (CSSF) був заснований у 2005 році та є одним з найбільших фестивалів соціального танцю в Європі. В Естонії проводиться Талліннський сальса фестиваль (TSF). 
З 2007 року в Литві щорічно проводиться Вільнюський сальса фестиваль (VSF).
У Європі проводяться різні конгреси: Teesside Latin Festival (започаткований у 2009 році) на північному сході Англії, який є одним із найпопулярніших і найшвидше зростаючих у Великобританії. Конгрес поєднує сальсу LA, сальсу NY та кубинську сальсу в одному фестивалі. Він також включає фестиваль кізомби. Найбільшим фестивалем сальси в Україні є Kyiv Dance Festival.
При виборі конгресу сальсеро спочатку потрібно визначити, що їм «подобається», що вони вважають за краще, а також їхній бюджет. Деякі конгреси більше орієнтовані на один стиль, наприклад, бачата, кубинська сальса, сальса LA/NY, інші дають можливість спробувати всі стилі і заохочують сальсеро спробувати різні форми танцю. Як правило, для танцюристів-початківців, імпровізаторів і танцюристів середнього рівня найбільш підходящим є  конгрес з різноманітними стилями. Більш просунуті танцюристи, які спеціалізуються на певному стилі танцю, можуть захотіти поїхати на більш сфокусований конгрес. Деякі поєднують відпустку з конгресом, залишаючись на кілька додаткових днів для огляду визначних пам'яток або на пляжі.